# Acuerdo de Ginebra (1966)
Se conoce como Acuerdo de Ginebra (en inglés: Geneva Agreement) el tratado internacional firmado en la ciudad suiza de Ginebra el 17 de febrero de 1966 por plenipotenciarios de Venezuela, por una parte, y del Reino Unido, en consulta con su colonia de Guayana Británica, próxima a recibir la independencia, por otra. En él se detallan los pasos a seguir para la resolución de la controversia territorial sobre la Guayana Esequiba, después de que, en 1962, Venezuela defendiese ante la Organización de las Naciones Unidas que el laudo emitido en 1899 por el Tribunal Arbitral de París, y que definió la frontera común entre Venezuela y Guayana Británica, era «nulo e írrito».
La decisión del Tribunal parisino fue puesta en tela de juicio después de hacerse público el memorándum de Severo Mallet-Prevost y otros documentos que comprometieron su validez.

## Historia
El Acuerdo de Ginebra fue publicado en la Gaceta Oficial de Venezuela  N.º 28.008 del 15 de abril de 1966 y posteriormente registrado por este mismo país el 5 de mayo de 1966 en la Secretaría General de la Organización de las Naciones Unidas bajo el N.º I-8192.
Tres meses después de la firma del acuerdo, el 26 de mayo de 1966, la colonia de Guayana Británica recibe la independencia llamándose a partir de entonces "República de Guyana" (y desde 1970: República Cooperativa de Guyana), fecha a partir de la cual el nuevo Estado pasa a formar parte del acuerdo como país soberano e independiente junto a Reino Unido y Venezuela, aunque sustituye totalmente a Reino Unido en las conversaciones con Venezuela respecto al diferendo limítrofe.
El Acuerdo de Ginebra es un acuerdo multilateral, transitorio, para llegar a una solución definitiva, muchos lo definen como "un acuerdo para llegar a un acuerdo" y aunque en la interpretación venezolana invalida el laudo de 1899, se mantiene el statu quo que él derivó. Por lo tanto, el área en reclamación se encuentra bajo la autoridad del gobierno de Guyana hasta que no se resuelva algo diferente conforme al tratado. El artículo primero del documento, expresa se reconoce la contención de Venezuela de considerar nulo e írrito la decisión del tribunal que definió su frontera con Guayana Británica.  Reino Unido y Guyana (entonces Guayana Británica) al firmar el documento reconocen el reclamo y la inconformidad de Venezuela acordándose así encontrar una solución práctica, pacífica y satisfactoria para las partes.

### La Comisión Mixta (1966-1970)
En el Acuerdo de Ginebra de 1966 se estableció la creación de una "Comisión Mixta" integrada por cuatro representantes: dos de Venezuela y dos de Guayana Británica (Reino Unido, a pesar de ser parte firmante del tratado, no tiene participación en la comisión mixta) la cual en un plazo de 4 años tendría que decidir cuál podía ser la solución al problema limítrofe; en consecuencia, por la parte guyanesa, se nombró a Donald Jackson y Muhamed Shahabudeen y, por la venezolana, a Luis Loreto Hernández y Gonzalo García Bustillos, (Luis Herrera Marcano fungió como el Secretario Ejecutivo).  
Entre los años 1966 y 1970, los miembros de la Comisión Mixta celebraron 16 reuniones sin lograr ponerse de acuerdo sobre una solución al conflicto; su informe final daría inicio, en 1970, a la aplicación del procedimiento previsto en el artículo IV del Acuerdo de Ginebra sobre la selección de "...uno de los medios de solución pacífica previstos en el Artículo 33 de la Carta de las Naciones Unidas."

### La iniciativa venezolana de un diferimiento razonable del Acuerdo de Ginebra
En el gobierno de Rafael Caldera se planteó, en febrero de 1970 y antes de la inminente culminación de labores de la Comisión Mixta, la necesidad política de establecer “un diferimiento razonable” de la aplicación del artículo IV del Acuerdo de Ginebra de 1966; la paternidad de esa iniciativa del "diferimiento razonable" se la atribuyeron, públicamente en declaraciones de prensa, el entonces canciller venezolano, Arístides Calvani así como el historiador y religioso jesuita Hermann González Oropeza (1922-1998) quien era asesor de la Dirección de Fronteras de la cancillería de Venezuela; esa iniciativa del "diferimiento razonable" surgió en paralelo y fuera de las deliberaciones de la "Comisión Mixta".
A partir del 9 de marzo de 1970, comenzó la negociación diplomática para concretar la idea venezolana de “un diferimiento razonable” del artículo IV del Acuerdo de Ginebra; las conversaciones se realizaron en Puerto España, capital de Trinidad y Tobago, bajo los buenos oficios de su primer ministro de centro izquierda Eric Eustace Williams, quien mantenía una estrecha relación con el presidente socialcristiano venezolano Rafael Caldera. Por Venezuela se nombraron como comisionados, en esas negociaciones fuera de la competencia de la "Comisión Mixta", a Marcial Pérez Chiriboga, por la cancillería venezolana, Román Rojas Cabot, al embajador venezolano en Guyana y al asesor Luis Herrera Marcano. Por Guyana, participaron en las negociaciones del "diferimiento razonable”, su canciller, R. Collins, el procurador general guyanés, Muhamed Shahabudeen y el encargado de negocios guyanés en Venezuela.

### El Tratado Internacional negociado en Trinidad y Tobago
El resultado de esas negociaciones, realizadas en la capital de Trinidad y Tobago, resultaron en el   texto de un Tratado Internacional multilateral, redactado en inglés y español, bajo la denominación legal y técnica de "Protocolo al Acuerdo para resolver la controversia entre Venezuela y el Reino Unido de Gran Bretaña e Irlanda del Norte sobre la frontera entre Venezuela y Guayana Británica firmado en Ginebra el 17 de febrero de 1966" y contentivo de seis artículos.
La finalidad del tratado negociado era suspender la aplicación del artículo IV del Acuerdo de Ginebra durante un plazo de 12 años, renovable por otros años a conveniencia de las partes; informalmente y por prensa venezolana se difundió la idea que ese tratado "congelaría" las conversaciones entre ambas partes sobre el conflicto limítrofe; sin embargo, las relaciones bilaterales continuaron entre Guyana y Venezuela con el conflicto territorial de fondo.

### Firma del Protocolo de Puerto España
El 17 de junio de 1970 se suscribió en Trinidad y Tobago, el Protocolo de Puerto España entre Guyana, Reino Unido y Venezuela; como aparece en el registro fotográfico histórico y en su propio texto, el Protocolo fue firmado, bajo la presencia del buen oficiante, el primer ministro de Trinidad y Tobago, Eric Eustace Williams; lo suscribió Shridath S. Ramphal, Ministro de Estado, por la República Cooperativa de Guyana; por el Gobierno del Reino Unido de Gran Bretaña e Irlanda del Norte, lo firmó R. C. C. Hunte, Alto Comisionado británico en Trinidad y Tobago; y por el Gobierno de la República de Venezuela lo suscribió Arístides Calvani, Ministro de Relaciones Exteriores. En la misma fecha de la firma del Protocolo y para darle continuidad al procedimiento del Acuerdo de Ginebra, se emitió el reporte final de la "Comisión Mixta" (1966-1970) que había culminado sus funciones en febrero de 1970.

### La improbación legislativa del Protocolo de Puerto España por Venezuela
Cumpliendo con el artículo 128 de la Constitución de Venezuela de 1961 –que exigía la aprobación legislativa o ratificación de tratados internacionales como expresión inequívoca de la intención del Estado, de obligarse, observar y aplicar, doméstica e internacionalmente, sus artículos y disposiciones– el gobierno de Rafael Caldera sometió al Congreso venezolano, el anteproyecto de Ley Aprobatoria del Protocolo de Puerto España acompañado de su exposición de motivos o justificación. La Comisión de Política Exterior de la cámara del Senado venezolano examinó el texto y la justificación para su firma. Después de analizarlo, lo rechazó por ser lesivo a los intereses venezolanos y su reclamación territorial. 
A pesar de esa objeción en el Senado, un acuerdo entre las fuerzas políticas de los partidos Copei y AD, en el Congreso, provocó que se archivara el anteproyecto de Ley del Protocolo de Puerto España y quedara esperando su ratificación. Por esa razón y a pesar de los usos políticos posteriores que se han realizado para presentarlo como un tratado que suspendió el artículo IV del Acuerdo de Ginebra, el Protocolo de Puerto España, como instrumento internacional, nunca fue aceptado ni aprobado por el Congreso Nacional venezolano dominado, entonces y después, por el partido de oposición socialdemócrata Acción Democrática (AD).  
El rechazo al Protocolo de Puerto España también fue expresado por otros partidos y fuerzas políticas nacionales en el Congreso como URD, el PCV, el buró político del FDP y del Comando Nacional del MEP así como de su líder Luis Beltrán Prieto Figueroa. Adicionalmente, varios sectores de Venezuela calificaron la negociación y firma del Protocolo de Puerto España como “una traición a la patria”; se acusaba al primer gobierno de Rafael Caldera de haber suscrito ese acuerdo internacional de manera inconsulta así como por "congelar", arbitrariamente, la reclamación territorial de Venezuela sobre la Guayana Esequiba.

### Efectos de la improbación legislativa del Protocolo de Puerto España
Al carecer de aprobación legislativa, el Protocolo de Puerto España que pretendió modificar la aplicación del artículo IV del Acuerdo de Ginebra fue, constitucionalmente, inexistente en la legislación de Venezuela; careció de validez y alcance jurídico alguno. Esa desaprobación legislativa provocó que Venezuela incumpliera el procedimiento previsto en el Acuerdo de Ginebra que se activó en 1970 y a continuación del agotamiento y fracaso del mecanismo de negociación, de cuatro años, previsto a través de la Comisión Mixta (1966-1970).  A pesar de ese incumplimiento y la improbación legislativa, las tres administraciones que se sucedieron durante el plazo que contemplaba la validez formal del proyecto del Protocolo de Puerto España, lo observaron, internacionalmente, como si fuera legal y lo reinterpretaban o justificaban, simbólicamente como válido, con intenciones nacionalistas y populistas, para el consumo de la audiencia local venezolana.

### La aprobación legislativa del Protocolo de Puerto España por Guyana
El 18 de junio de 1970, el primer ministro guyanés, Forbes Burnham, informó al parlamento de su país sobre la firma del Protocolo de Puerto España. El 21 de junio de 1970 y desde la oposición, el líder del Partido Progresista del Pueblo (PPP), Cheddi Jagan,  manifestó que si su organización política lograba acceder al poder, desconocería al Protocolo de Puerto España; argumentó que ese tratado favorecía el mantenimiento del status quo y que Venezuela continuara su reclamo espurio sobre el territorio guyanés así como sus operaciones dentro del sistema interamericano. El PPP mantenía que la disputa debía ser ventilada en la ONU.   
El 22 de junio de 1970, el gobierno guyanés logró la aprobación legislativa del Protocolo de Puerto España a pesar de las objeciones del Partido Progresista del Pueblo. La ratificación legislativa guyanesa del Protocolo de Puerto España de 1970 fue depositado en la ONU el 19 de noviembre de 1971, bajo el n.º 11410. Venezuela nunca pudo realizar su registro de ratificación.

### La indisposición venezolana a prorrogar el documento simbólico del Protocolo de Puerto España
A pesar de carecer aprobación legislativa y vinculación legal alguna, durante la visita oficial del presidente guyanés, Forbes Burnham a Caracas –entre el 2 y 3 de abril de 1981–, el presidente venezolano, Luis Herrera Campíns manifestó oficialmente y por primera vez, que “no existe ninguna disposición de nuestra parte para prorrogar el Protocolo de Puerto España”. 
Durante su visita oficial, el presidente guyanés ya había manifestado que "Guyana no cederá ni un milímetro de su territorio".
El viernes 18 de junio de 1982, fecha en que formalmente hubiese terminado la validez del "Protocolo de Puerto España", el Canciller José Alberto Zambrano Velasco pronunció un discurso político, simbólico, en el Congreso Nacional que se había negado a aprobarlo 12 años antes.  Durante su discurso, el canciller informó la cancelación del Protocolo de Puerto España y la continuidad del Acuerdo de Ginebra de 1966; se anunció una nueva etapa de negociaciones de tres meses, en cumplimiento de la reactivación del Acuerdo de Ginebra y se apeló a la unidad nacional. Asimismo, el canciller Zambrano Velasco culpó a Guyana de incumplimiento ya que ...”En todo momento Venezuela ha enfrentado los intentos de Guyana de evadir el cumplimiento de su obligación de negociar de buena fe.”

### El Acuerdo de Ginebra después del Protocolo de Puerto España
En 1983 Venezuela propone la negociación directa con Guyana pero ésta no acepta y propone tres alternativas: la Asamblea General de las Naciones Unidas, el Consejo de Seguridad o la Corte Internacional de Justicia, las cuales Venezuela rechaza.
Ese mismo año de 1983, por iniciativa de Venezuela, el conflicto limítrofe se lleva bajo los auspicios del Secretario General de las Naciones Unidas, en concordancia a lo previsto en el artículo IV numeral 2 del acuerdo y apegados al artículo 33º de la Carta de las Naciones Unidas referente a los medios de soluciones pacíficas de controversias.
En 1987 Guyana y Venezuela deciden aceptar el método de los Buenos Oficios que comienza a funcionar desde 1989 en la persona de un Buen oficiante elegido y aceptado por las partes. Esta figura tiene como función acercar a ambos gobiernos con el fin de que estos lleguen a una solución satisfactoria como lo dicta el tratado. El último Buen oficiante fue el jamaicano Norman Girvan quien fue elegido y aceptado por ambos países con la aprobación del Secretario General de la ONU.

## Posición oficial de las partes
Las posiciones de las partes surgen de una interpretación diferente del artículo 1 del acuerdo:

Artículo I: Se establece una Comisión Mixta con el encargo de buscar soluciones satisfactorias para el arreglo práctico de la controversia entre Venezuela y el Reino Unido surgida como consecuencia de la contención venezolana que el Laudo arbitral de 1899 sobre la frontera entre Venezuela y Guayana Británica es nulo e írrito.

Para Guyana, la finalidad del acuerdo es inicialmente determinar si el Laudo Arbitral de París es nulo e írrito y que por lo tanto, a menos que Venezuela demuestre la nulidad, para el Estado guyanés el laudo es una sentencia definitiva.
Para Venezuela, el objeto del acuerdo es comprometer a las partes a llegar a una solución satisfactoria para un acuerdo práctico entre los dos países. Considera que la nulidad del Laudo Arbitral de París está implícita y explícitamente demostrada y aceptada en el texto del documento, firmado por Guyana cuando era aún colonia, y que sin ese reconocimiento, simplemente no tuviera sentido el acuerdo ni Guyana tendría que haberlo firmado.

## Críticas
En Guyana fue criticado el Acuerdo de Ginebra por haber reabierto un caso que, para ellos, estaba cerrado. Efectivamente, Cheddi Jagan quien se opuso al acuerdo y que para entonces era el jefe de la oposición guyanesa, fundador del Partido Progresista del Pueblo (PPP), y que en años posteriores fuera presidente de la república, en su obra "The West on Trial" (1996), lamentó la reapertura del caso (Recognition was thus given to the spurious Venezuelan territorial claim, and what was a closed case since 1899 was re-opened)

"El gobierno de coalición PNC-UF firmó conjuntamente con los gobiernos venezolano y británico el Acuerdo de Ginebra...y creó una Comisión Mixta (Guyana-Venezuela). Así se concedió reconocimiento a la espuria reclamación territorial venezolana y lo que era un caso cerrado desde 1899 fue reabierto."
Cheddi Jagan apud Sadio Garavinni Di Turno

En Venezuela, aunque actualmente constituye el documento más valioso para el proceso de negociación, se percibe que adolece de elementos concretos que permitan materializar la recuperación total del territorio por las contradicciones que posee tanto de fondo como de forma. De fondo porque 
- Se acordó llegar a una solución satisfactoria para acuerdo práctico que en la práctica resulta inviable,
- Venezuela permitió que Reino Unido le transfiriera la disputa territorial a su colonia,
- Venezuela permitió que la colonia resultara independiente sin antes solucionar el problema fronterizo,
- Se le dio carácter de estado a una colonia que no lo poseía,
- Se negociaría desde entonces con la heredera de un despojo que propiciaron sus colonizadores y
- Se intercambió la correlación de fuerzas: ya no se percibiría a Venezuela como la nación débil usurpada por la potencia colonial de Reino Unido sino que ahora la pobre y recién independiente Guyana aparentaría ser la nación débil ante el país rico y petrolero como Venezuela que querría quitarle parte de "su territorio".

De forma, porque resulta ingenuo pensar que motu proprio Guyana le regresará a Venezuela tres cuartas partes de lo que considera su territorio heredado al momento de su independencia y del cual ostenta la administración y ocupación, pudiendo explotar sus recursos así tales actividades no sean símbolos de soberanía. Asimismo, tres meses después del Acuerdo de Ginebra, Guayana Británica se declara independiente, siendo desde entonces la República Cooperativa de Guyana; Venezuela reconoce su independencia sin antes haber solucionado con Reino Unido el problema de frontera, a pesar de que hace la salvedad de que reconoce al nuevo estado al Este del río Esequibo y que se reserva sus derechos de soberanía al oeste del río.[cita requerida]